# Konstantin Visjnjakov
Konstantin Sergejevitj Visjnjakov (ryska: Константин Сергеевич Вишняков), född den 6 mars 1982 i Berezniki i Perm oblast i Ryska SFSR i Sovjetunionen (nu Perm kraj i Volgaområdets federala distrikt i Ryssland), är en rysk kanotist.
Han tog bland annat VM-brons i K-4 200 meter i samband med sprintvärldsmästerskapen i kanotsport 2006 i Szeged.